# 陳蕾
陳蕾（英語：Panther Chan Lei，1990年10月29日—），出生於廣東省廣州市，香港女創作歌手，出道後長期活躍於當地樂壇。2009年参加由亞洲電視舉辦的香港歌唱比賽《亞洲星光大道》（第一屆）獲得第四名，從而加入演藝界。2016年曾短暫加盟Amuse香港分公司，2017年自組獨立音樂品牌「自由意志」。2019年7月加盟香港華納唱片。
陳蕾在《2023年度叱咤樂壇流行榜頒獎典禮》首次獲得「叱咤樂壇女歌手金獎」及「叱咤樂壇我最喜愛的女歌手」，並以四個獎項成為該屆頒獎典禮獲得最多獎項的歌手，步入事業高潮，並在2024年3月，於紅磡香港體育館舉辦陳蕾演唱會2024念。有媒體評價其為「樂壇天后」。她曾獲得的其他主要獎項包括《叱咤樂壇流行榜頒獎典禮》「叱咤樂壇唱作人銀獎」、《新城勁爆頒獎禮》「勁爆唱作人」、《十大中文金曲頒獎音樂會》「CASH創作歌手銀獎」、《Chill Club 推介榜年度推介》「Chill Club年度女歌手銀獎」。她亦曾兩度獲提名香港電影金像獎「香港電影金像獎最佳原創電影歌曲」。

## 演藝歷程

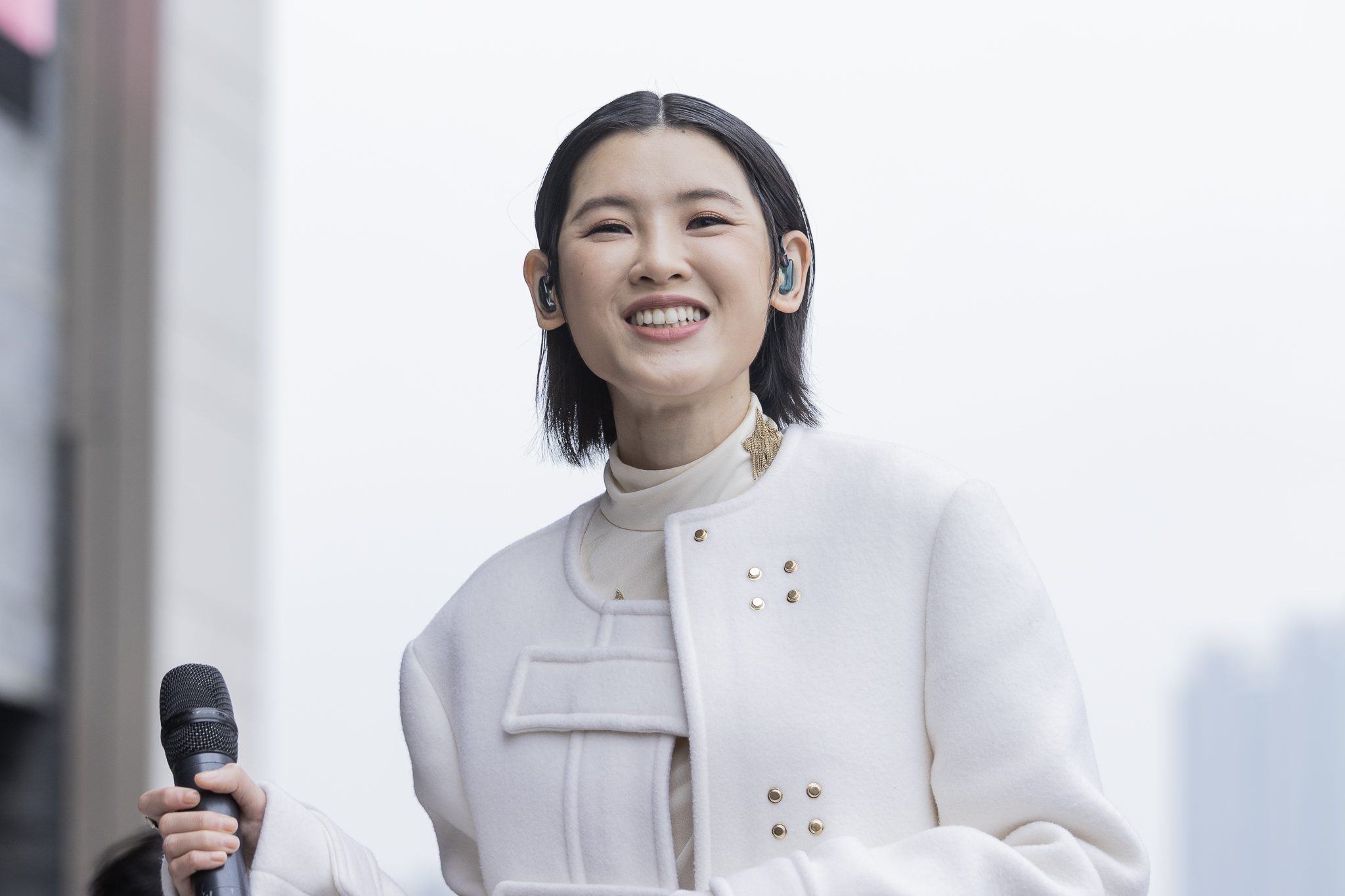
2021年12月25日於K11 Musea

2009年7月，18歲的陳蕾隻身從廣州來到香港參加由亞洲電視主辦的歌唱比賽《亞洲星光大道》（Asian Millionstar），奪得女參賽者第四位。自此之後她一邊以藝人身份活躍於香港，一邊自學吉他。
2011年，陳蕾與三位日本人：岩本豐（Robin），佐佐木英之（Tony）及花田哲郎成立樂隊PaRT3四出表演。PaRT3在2013年參加了日本樂隊ONE OK ROCK舉辦的比賽，翻唱了ONE OK ROCK的《Wherever you are》。
2014年，陳蕾未有放棄成為歌手，先後參加了中国中央电视台的歌唱比賽節目《中國好歌曲》及原創音樂真人秀《完美星开幕》，分別披露了自己包辦曲詞創作的國語歌曲《誰搞的情人節》、《Go Away》。
2015年，日本最大型藝人經紀公司之一的Amuse在香港成立Amuse Hong Kong，陳蕾因早前參加ONE OK ROCK的比賽而受到該公司注意，獲邀加盟，成為該公司首個簽約歌手。之後在Amuse每年夏天舉辦的大型音樂節《Amuse Fes 2015 BBQ inつまごい～僕らのビートを喰らえコラ！～》作開場表演，正式以歌手身份展開活動。同年9月25日，陳蕾把改編自日本樂隊flumpool的人氣樂曲《向星星許願》和她自己的原創歌曲分別錄製成粵語、國語2個版本，以這4首樂曲正式出道。
2016年推出代表作《發燒》、《倒立》（同一曲的粵、國語版），其後5月因與經紀公司意見不合，合作不到一年便解約。後來陳蕾接受訪問時提到解約的最大原因在於希望擺脫約束，並提及公司對她在社交帳號使用及音樂風格上的約束使她感到不習慣。
2017年，陳蕾和Mr.樂隊成員吉他手MJ譚傑明、鼓手Tom杜志烜以及模特兒+午後市集創辦人Leanne Ho何思諺一起自組公司，成立獨立音樂品牌「自由意志」，決定重新出發，製作屬於陳蕾最隨心的原創音樂，推出代表作《出走》、《你快樂嗎》、《娛樂人生》。
2018年首支派台作品《娛樂人生》在三大電台皆打入三甲，而第二派台《Run Away》在叱咤903奪得冠軍，是她歌唱生涯首支冠軍歌。同年年尾，陳蕾憑三支派台歌首奪叱咤樂壇流行榜頒獎典禮唱作人銅獎。
2019年5月31日，推出其個人首張大碟《1029》，收錄過去三年的派台歌及一些Acoustic版本。
2019年6月25日，在商業電台節目《1圈圈》中，陳蕾透露將加盟華納唱片。同年7月15日，香港華納唱片正式公佈陳蕾加盟。加盟後首支派台歌曲《妖治時代》隨即推出，並獲得903專業推介冠軍。
2021年1月1日，陳蕾憑五首上榜歌與一首冠軍歌的成績於叱咤樂壇流行榜頒獎典禮連續第三年獲得唱作人銅獎之外，首次獲得叱咤樂壇女歌手銀獎。
2021年1月16日，陳蕾獲得香港電台十大中文金曲頒獎音樂會CASH創作歌手獎銀獎。
2021年10月28日至31日，陳蕾一連四日在旺角麥花臣場館出演「陳蕾沙門演唱會」。同日，陳蕾第二張個人大碟《Honesty》正式上市，此為陳蕾加入華納唱片後首張個人大碟。
2022年1月1日，陳蕾以一身性感造型，露出南半球打扮，出席2021年度叱咤樂壇流行榜頒獎典禮，震懾全場。
2022年2月，陳蕾在音樂串流平台Spotify「EQUAL Global Music Program」企劃中，獲選為該月份的香港代表，肖像登在美國紐約時代廣場屏幕上。
2022年4月24日，陳蕾於Chill Club 推介榜年度推介21/22贏得Chill Club年度女歌手銅獎。
2023年1月1日，陳蕾憑《下流社會》於叱咤樂壇流行榜頒獎典禮獲得專業推介叱咤十大第六位。
2023年，與陳健安一起擔任《全民造星V》「蕾多安芬」組的導師。
2023年5月7日，陳蕾於Chill Club 推介榜年度推介22/23贏得Chill Club年度女歌手銀獎。
2024年1月1日，陳蕾在2023年度叱咤樂壇流行榜頒獎典禮首次獲得叱咤樂壇女歌手金獎及叱咤樂壇我最喜愛女歌手，成為雙料女歌手。同時，她再度贏得叱咤樂壇唱作人銀獎，亦憑《伸縮自如的愛》贏得專業推介叱咤十大第三位，以四個獎項成為該屆頒獎典禮個人獎項大贏家。
2024年3月2日至5日，陳蕾以 「念」為主題，首度踏上紅館開一連四場的個人演唱會《陳蕾演唱會2024《念》》。（相關爭議見演唱會條目）
2024年4月14日，陳蕾獲邀出席第42屆香港電影金像獎頒獎典禮，並在場演唱盧冠廷原唱的《一生所愛》和頒發兩項獎項。
2024年4月16日，陳蕾延續其紅館演唱會主題，推出個人第三張專輯《念》，在各大唱片店及音樂串流平台上架。此專輯亦為陳蕾首張全碟歌曲創作專輯，由本人親自作曲和填詞。
2024年5月12日，陳蕾憑《窮人的薔薇》於ViuTV的Chill Club 推介榜年度推介23/24獲得流行歌曲評審團表揚獎（之一）。
2024年5月24日，陳蕾於沙田新城市廣場出席Katch Our Life 記者招待會，宣布在2024年年底夥拍洪嘉豪和魏浚笙，於亞洲國際博覽館Arena舉行音樂會。這是繼陳蕾和洪嘉豪分別於2024年3月和4月舉行首個個人紅館演唱會後，首次聯同合作舉辦音樂會。
2024年6月1日，陳蕾獲選為KKBOX年度歌手，並在香港會議展覽中心舉辦的KKBOX年度風雲榜音樂會中演出。
2024年7月13日，陳蕾於澳門上葡京綜合度假村，舉辦《澳娛綜合陳蕾凡星音樂會》。是次音樂會並未有作公開發售，但陳蕾在此音樂中演繹多首經典作品，包括於各大音樂平臺下架的歌曲《發燒》。
2024年11月30日，陳蕾於澳門威尼斯人綜藝館，上演個人演唱會《陳蕾澳門演唱會2024《念》》。是次演唱會為年初紅館演唱會的延續，並演唱了專輯《念》中的非派台歌《沉沒成本》，以及其後推出的《五瓣玫瑰》和《0.1秒後的世界》。
廣告代言方面，陳蕾曾為香港虛擬銀行天星銀行拍攝一個「音樂劇場」式廣告，並負責創作、演唱廣告歌《凡星》，廣告內容與她成名前的奮鬥經歷有相似之處，該廣告歌被視為大力提升了她的知名度和傳唱度。喜歡電子遊戲的她亦曾為遊戲品牌任天堂拍攝宣傳片，據她在演唱會透露，接拍原因是紀念中學時同學把任天堂手提遊戲機NDS借予她玩樂的情誼；亦有品牌舉辦由她與歌迷進行電子遊戲競賽的推廣活動。

## 感情狀況
陳蕾曾經與音樂製作人Mike Orange拍拖，同時兩人亦在音樂事業上經常合作，男方是陳蕾不少作品的監製及編曲者，兩人感情生活一直低調。2023年9月23日，陳蕾在社交平台宣佈與Mike Orange分手。

## 音樂作品

### 唱片
| 唱碟名稱         | 出版日期                                                     | 歌曲                                                                                           | 發行單位 | 備註                           |
| ---------------- | ------------------------------------------------------------ | ---------------------------------------------------------------------------------------------- | -------- | ------------------------------ |
| 《亞洲星光大道》 | 2010年2月16日-2月17日 於演唱會搶先推出 2010年3月1日 正式推出 | 4. 自卑分手 7. 星光熠熠（星光七強合唱） 9. 寫一首歌（星光家族合唱） 10. 謝謝你（星光家族合唱） | 亞洲電視 | 為《第一屆》亞洲星光大道紀念輯 |

### 個人專輯
| 專輯 # | 專輯名稱 | 專輯類型 | 發行公司                           | 發行日期       | 曲目 |
| ------ | -------- | -------- | ---------------------------------- | -------------- | --- |
| 1st    | 1029     | 大碟     | 自由意志FreeWiller Cactus Creation | 2019年5月31日  | 曲目 CD 1. 娛樂人生 2. Run Away (feat. Jan Curious) 3. 慌 4. 你快樂嗎 5. 當我迷失時聽著的歌 6. 出走 7. Tracey（電影《翠絲》主題曲） 8. 告別昨天（電影 《骨妹》主題曲） 9. 娛樂人生 - Acoustic Demo 10. 當我迷失時聽著的歌 - Acoustic Demo |
| 2nd    | Honesty  | 大碟     | 香港華納唱片                       | 2021年10月28日 | 曲目 CD 1. 旁觀有罪 2. 娑婆 3. 妖治時代 4. 荒島之幻象 5. 不想回家 6. 屈機 7. 我想和你好好的 8. 熒光 9. 沙門 10. 相信一切是最好的安排 |
| 3rd    | 念       | 大碟     | 香港華納唱片                       | 2024年4月16日  | 曲目 CD 1. 窮人的薔薇 2. 神的不在場證明 3. 念 4. 下流社會 5. 青年危機 6. 以正義之名 7. 沉沒成本 8. 伸縮自如的愛 9. 世界與你無關 10. 凡星 11. 世界與你無關 (Acoustic Version)                                                              |

### 數位專輯
| 唱碟名稱     | 推出日期          | 歌曲        | 發行單位 | 備註             |
| ------------ | ----------------- | ----------- | -------- | ---------------- |
| 《TIMELESS》 | 2021年1月26日上架 | 4. 純真傳說 | 華納唱片 | 音樂永續計劃作品 |

### 單曲（2010-2014年）
- 《自卑分手》（曲／編：謝浩文、詞：吳日希、監：張佳添，首支個人單曲）
- 《星光熠熠》（與《亞洲星光大道》群星合唱）
- 《寫一首歌》
- 《謝謝你》（與《亞洲星光大道》群星合唱）
- 《Please Stop!!》（國）（曲、詞）
- 《Shining》（國）（詞）
- 《空白留言》（國）（曲、詞）
- 《Fly》（國）（曲、詞）
- 《迷徒》（國）（曲、詞）
- 《一個人的聖誕》（國）（曲、詞）
- 《抬起頭》（國）（曲、詞）
- 《誰搞的情人節》（國）（曲、詞，中國好歌曲參賽歌曲）
- 《Go Away》（國）（曲、詞，完美星開幕參賽歌曲）

### 單曲（2015年至今）
| 發佈日期 | 曲目                             | 作曲         | 填詞         | 編曲                               | 監製                             | 備註 |
| 2015年   |                                  |              |              |                                    |                                  | |
| －       | 星願                             | 阪井一生     | 陳蕾         | －                                 | －                               | |
| －       | 還是很想你（國）                 | 阪井一生     | 陳蕾         | －                                 | －                               | |
| －       | 老地方                           | 陳蕾         | 陳蕾         | －                                 | －                               | |
| －       | 我不管（國）                     | 陳蕾         | 陳蕾         | －                                 | －                               | |
| 2016年   |                                  |              |              |                                    |                                  | |
| 2月26日  | 倒立（國）                       | 陳蕾         | 陳蕾         | －                                 | －                               | |
| 2月28日  | 發燒                             | 陳蕾         | 陳蕾         | 持增宏大                           | 金川豊                           | |
| 4月27日  | M                                | 奥居香       | 陳蕾         | －                                 | －                               | 另派國語版 |
| 2017年   |                                  |              |              |                                    |                                  | |
| 2月1日   | 告別昨天                         | 陳蕾         | 陳蕾／MJ Tam | MJ Tam／Tom@Mr.                    | MJ Tam／Tom@Mr.                  | 電影 《骨妹》主題曲 |
| 5月24日  | 出走                             | 陳蕾         | 陳蕾／MJ Tam | MJ Tam ／Retro Tom                 | MJ Tam ／Retro Tom／陳蕾         | 另派國語版 |
| 9月4日   | 你快樂嗎                         | 陳蕾         | 陳蕾         | 陳蕾／MJ Tam／Tom@Mr.／Anthony Sun | 陳蕾／MJ Tam／Tom@Mr.／Gary Tong | |
| 2018年   |                                  |              |              |                                    |                                  | |
| 1月20日  | 娛樂人生                         | 陳蕾         | 陳蕾         | MJ Tam／Tom@Mr.                    | Gary Tong／MJ Tam／Tom@Mr.       | |
| 4月18日  | Run Away                         | 陳蕾         | MJ Tam       | C.Y. Kong                          | C.Y. Kong ／Tom@Mr.／MJ Tam      | Featuring Jan Curious |
| 7月21日  | 慌                               | 陳蕾         | MJ Tam       | Tom@Mr.／MJ Tam                    | C.Y.Kong ／Tom@Mr.／MJ Tam       | |
| 11月19日 | Tracey                           | 陳蕾／MJ Tam | 陳蕾         | 陳蕾／MJ Tam／Tom@Mr.              | 舒文／MJ Tam／Tom@Mr             | 電影《翠絲》主題曲 |
| 2019年   |                                  |              |              |                                    |                                  | |
| 2月3日   | 當我迷失時聽著的歌               | 陳蕾         | 陳蕾         | MJ Tam／Tom@Mr.                    | C.Y. Kong ／MJ Tam／Tom@Mr.      | 以父親為主題，Demo名為《爸爸歌》，音樂影片拍攝了回廣州探望父親的旅程。                                                   |
| 8月13日  | 妖治時代                         | 陳蕾         | 藍奕邦       | C. Y. Kong                         | C. Y. Kong ／Ken Au              | 加盟華納唱片後首個派台歌                                                                                                 |
| 11月4日  | 熒光                             | 陳蕾         | 陳蕾         | Perry Lau                          | Adrian Chan                      | |
| 12月19日 | 相信一切是最好的安排             | 陳蕾         | 陳蕾         | Carl Wong                          | Carl Wong                        | |
| 2020年   |                                  |              |              |                                    |                                  | |
| 3月6日   | 不想回家                         | 陳蕾         | 陳蕾         | Mike Orange                        | Mike Orange                      | |
| 6月19日  | 娑婆                             | 陳蕾         | 陳蕾         | Mike Orange                        | Mike Orange                      | |
| 9月18日  | 荒島之幻象                       | 陳蕾         | 陳蕾         | 蔡德才                             | 蔡德才                           | |
| 2021年   |                                  |              |              |                                    |                                  | |
| 1月12日  | 旁觀有罪                         | 陳蕾         | 陳蕾         | Mike Orange                        | Mike Orange                      | 已於2020年11月24日派台；靈感來自N號房事件                                                                                |
| 2月4日   | 純真傳說                         | 雷頌德       | 小美         | Mike Orange ／Edward Chiu          | Mike Orange ／Edward Chiu        | 「音樂永續」作品，翻唱郭富城作品                                                                                         |
| 4月29日  | 屈機                             | 陳蕾         | 陳蕾         | Mike Orange                        | Mike Orange                      | |
| 6月29日  | 我想和你好好的                   | 陳蕾         | 陳蕾         | Perry Lau                          | Bert                             | |
| 8月15日  | 凡星                             | 陳蕾         | 陳蕾         | Mike Orange                        | Mike Orange                      | 天星銀行airstar音樂劇場主題曲                                                                                            |
| 9月16日  | 沙門                             | 陳蕾         | 陳蕾         | Mike Orange                        | Mike Orange／陳蕾                | |
| 2022年   |                                  |              |              |                                    |                                  | |
| 3月11日  | 世界與你無關（Acoustic Version） | 陳蕾         | 陳蕾         | Mike Orange                        | Mike Orange                      | Acoustic Version版本早於正式版本派台                                                                                     |
| 4月6日   | 世界與你無關                     | 陳蕾         | 陳蕾         | Adrian Chan                        | Adrian Chan                      | Acoustic Version版本早於正式版本派台                                                                                     |
| 7月26日  | 下流社會                         | 陳蕾         | 陳蕾         | Mike Orange                        | Mike Orange                      | |
| 11月25日 | 言之無物                         | 陳蕾／岑寧兒 | 陳詠謙       | hirsk                              | 蔡德才／hirsk                    | 與岑寧兒合唱 |
| 2023年   |                                  |              |              |                                    |                                  | |
| 1月20日  | 窮人的薔薇                       | 陳蕾         | 陳蕾         | Mike Orange                        | Mike Orange                      | |
| 4月20日  | 伸縮自如的愛                     | 陳蕾         | 陳蕾         | Mike Orange                        | Mike Orange                      | |
| 7月18日  | 青年危機                         | 陳蕾         | 陳蕾         | 賴映彤                             | 賴映彤                           | |
| 9月26日  | 神的不在場證明                   | 陳蕾         | 陳蕾         | Adrian Chan                        | Adrian Chan                      | |
| 12月14日 | 以正義之名                       | 陳蕾         | 陳蕾         | Mike Orange                        | 蔡德才／Mike Orange              | |
| 12月19日 | 永久損毀                         | 徐浩         | 黃偉文       | 徐浩／黃兆銘                       | 徐浩                             | 與MC張天賦合唱 |
| 2024年   |                                  |              |              |                                    |                                  | |
| 2月22日  | 念                               | 陳蕾         | 陳蕾         | 趙浩權／蔡德才                     | 趙浩權／蔡德才                   | <念>演唱會主題曲 |
| 4月15日  | 沉沒成本                         | 陳蕾         | 陳蕾         | 趙浩權                             | 蔡德才@人山人海／趙浩權          | |
| 7月11日  | 五瓣玫瑰                         | 陳蕾         | 陳蕾         | Perry Lau／Adrian Chan             | Adrian Chan                      | 靈感源自2018年遊歷捷克「五瓣玫瑰節」，曾計劃在2020年推出，同年陳蕾亦曾在香港電台第五台廣播節目《文化花園》介紹相關見聞。 |
| 10月22日 | 0.1秒後的世界                    | 陳蕾         | 陳蕾         | 趙浩權                             | 趙浩權                           | |
| 2025年   |                                  |              |              |                                    |                                  | |
| 1月13日  | What If                          | 戴偉         | 鍾說         | 顏厲行／戴偉                       | 戴偉                             | 電影《看我今天怎麼說》主題曲                                                                                             |
| 3月11日  | 不明文規定                       | 陳蕾         | 陳蕾         | Nic Tsui                           | Nic Tsui                         | |
| 5月27日  | 求救的勇氣                       | 陳蕾         | 陳蕾         | Mike Orange                        | Mike Orange                      | |

### 為他人創作作品
2019年
- Pandora - 南天門（曲）

2021年
- 岑寧兒 - 勿念（曲）

2023年
- 柳應廷 - JM單身9（曲）
- MC張天賦 - 第二人格（詞）
- 邱彥筒 - fOoL##（詞）
- Jeff Satur - 我最愛的就是你 （中文版／詞）

2024年
- 陳卓賢、柳應廷、邱士縉、邱傲然 - 吃腐肉的鷹 （曲、詞）

2025年
- 邱彥筒 - Love Me Down（詞）

### 派台歌曲成績
| 派台歌曲成績（四台） | 派台歌曲成績（四台） | 派台歌曲成績（四台） | 派台歌曲成績（四台） | 派台歌曲成績（四台） | 派台歌曲成績（四台） | 派台歌曲成績（四台）                                       | 派台歌曲成績（四台）                                                                         |
| -------------------- | -------------------- | -------------------- | -------------------- | -------------------- | -------------------- | ---------------------------------------------------------- | -------------------------------------------------------------------------------------------- |
| 唱片                 | 歌曲                 | 903                  | RTHK                 | 997                  | TVB                  | 備註                                                       | 備註                                                                                         |
| 2010年               |                      |                      |                      |                      |                      |                                                            |                                                                                              |
| 亞洲星光大道         | 星光熠熠             | -                    | -                    | -                    | ×                    | 連同羅力威 、亢帥克 、蔡梓銘 、古卓文 、冼棨豪和李昊嘉合唱 | 連同羅力威 、亢帥克 、蔡梓銘 、古卓文 、冼棨豪和李昊嘉合唱                                   |
| 2016年               |                      |                      |                      |                      |                      |                                                            |                                                                                              |
|                      | 發燒                 | -                    | ×                    | ×                    | ×                    | DBC華語歌曲流行指數：17                                    | DBC華語歌曲流行指數：17                                                                      |
| 2017年               |                      |                      |                      |                      |                      |                                                            |                                                                                              |
| 1029                 | 出走                 | 3                    | 8                    | -                    | -                    |                                                            |                                                                                              |
| 1029                 | 你快樂嗎             | 6                    | -                    | 15                   | -                    |                                                            |                                                                                              |
| 2018年               |                      |                      |                      |                      |                      |                                                            |                                                                                              |
| 1029                 | 娛樂人生             | 3                    | 3                    | 2                    | -                    |                                                            |                                                                                              |
| 1029                 | Run Away             | 1                    | 3                    | 4                    | -                    | 首支冠軍歌 Featuring Jan Curious                           | 首支冠軍歌 Featuring Jan Curious                                                             |
| 1029                 | 慌                   | 20                   | -                    | 2                    | -                    |                                                            |                                                                                              |
| 1029                 | Tracey               | -                    | -                    | -                    | ×                    | 電影《翠絲》主題曲                                         | 電影《翠絲》主題曲                                                                           |
| 2019年               |                      |                      |                      |                      |                      |                                                            |                                                                                              |
| 1029                 | 當我迷失時聽著的歌   | 2                    | 2                    | 2                    | -                    | 加拿大至 HIT 中文歌曲排行榜：10                            | 加拿大至 HIT 中文歌曲排行榜：10                                                              |
| Honesty              | 妖治時代             | 1                    | 2                    | 4                    | -                    |                                                            |                                                                                              |
| Honesty              | 熒光                 | 4                    | 1                    | 2                    | -                    |                                                            |                                                                                              |
| Honesty              | 相信一切是最好的安排 | 2                    | 1                    | 1                    | -                    | 跨年上榜 首支兩台冠軍歌 加拿大至 HIT 中文歌曲排行榜：3     | 跨年上榜 首支兩台冠軍歌 加拿大至 HIT 中文歌曲排行榜：3                                       |
| 派台歌曲成績（五台） |                      |                      |                      |                      |                      |                                                            |                                                                                              |
| 唱片                 | 歌曲                 | 903                  | RTHK                 | 997                  | TVB                  | ViuTV                                                      | 備註                                                                                         |
| 2020年               |                      |                      |                      |                      |                      |                                                            |                                                                                              |
| Honesty              | 不想回家             | 4                    | 5                    | -                    | ×                    | -                                                          | 加拿大至 HIT 中文歌曲排行榜：1                                                               |
| Honesty              | 娑婆                 | 1                    | 2                    | 2                    | ×                    | ×                                                          | 加拿大至 HIT 中文歌曲排行榜：15                                                              |
| Honesty              | 荒島之幻象           | 6                    | 9                    | 5                    | ×                    | 1                                                          |                                                                                              |
| Honesty              | 旁觀有罪             | 11                   | -                    | -                    | -                    | 2                                                          |                                                                                              |
| 2021年               |                      |                      |                      |                      |                      |                                                            |                                                                                              |
| TIMELESS             | 純真傳說             | -                    | 18                   | ×                    | -                    | -                                                          | 「音樂永續」作品 翻唱郭富城作品                                                              |
| Honesty              | 屈機                 | 3                    | -                    | ×                    | -                    | 4                                                          | 加拿大至 HIT 中文歌曲排行榜：1                                                               |
| Honesty              | 我想和你好好的       | 2                    | 2                    | ×                    | 1                    | 1                                                          |                                                                                              |
| Honesty              | 沙門                 | 3                    | ×                    | -                    | -                    | -                                                          |                                                                                              |
| 2022年               |                      |                      |                      |                      |                      |                                                            |                                                                                              |
| 念                   | 世界與你無關         | 1                    | ×                    | 2                    | -                    | 1                                                          | 另派Acoustic Version 加拿大至 HIT 中文歌曲排行榜：8                                          |
| 念                   | 下流社會             | 1                    | ×                    | -                    | ×                    | 1                                                          | 加拿大至 HIT 中文歌曲排行榜：4                                                               |
|                      | 言之無物             | 10                   | ×                    | 5                    | -                    | 2                                                          | 與岑寧兒合唱 加拿大至 HIT 中文歌曲排行榜：(1)                                                |
| 2023年               |                      |                      |                      |                      |                      |                                                            |                                                                                              |
| 念                   | 窮人的薔薇           | 2                    | ×                    | -                    | -                    | 2                                                          | 加拿大至 HIT 中文歌曲排行榜：4                                                               |
| 念                   | 伸縮自如的愛         | 1                    | ×                    | -                    | 13                   | 1                                                          | 加拿大至 HIT 中文歌曲排行榜：3                                                               |
| 念                   | 青年危機             | 4                    | ×                    | 11                   | 20                   | -                                                          | 加拿大至 HIT 中文歌曲排行榜：5                                                               |
| 念                   | 神的不在場證明       | 2                    | ×                    | 3                    | 6                    | ×                                                          | 加拿大至 HIT 中文歌曲排行榜：2 《Billboard》香港歌曲榜：19                                   |
| 念                   | 以正義之名           | 8                    | ×                    | -                    | 4                    | 2                                                          | 翌年上榜（TVB、ViuTV） 加拿大至 HIT 中文歌曲排行榜：7                                        |
| TREBLE               | 永久損毀             | 2                    | ×                    | 2                    | 5                    | -                                                          | 翌年上榜 與MC張天賦合唱 加拿大至 HIT 中文歌曲排行榜：3 《Billboard》香港歌曲榜：1（3週冠軍） |
| 2024年               |                      |                      |                      |                      |                      |                                                            |                                                                                              |
| 念                   | 念                   | 5                    | ×                    | 4                    | ×                    | -                                                          | 《Billboard》香港歌曲榜：8 加拿大至 HIT 中文歌曲排行榜：3                                    |
|                      | 五瓣玫瑰             | 3                    | ×                    | -                    | -                    | 3                                                          | 加拿大至 HIT 中文歌曲排行榜：11                                                              |
|                      | 0.1秒後的世界        | 1                    | ×                    | -                    | -                    | 1                                                          |                                                                                              |
| 2025年               |                      |                      |                      |                      |                      |                                                            |                                                                                              |
|                      | What If              | 7                    | ×                    | -                    | ×                    | ×                                                          | 電影《看我今天怎麼說》主題曲 加拿大至 HIT 中文歌曲排行榜：1                                  |
|                      | 不明文規定           | 6                    | ×                    | -                    | -                    | -                                                          | 加拿大至 HIT 中文歌曲排行榜：5                                                               |
|                      | 求救的勇氣           | 5                    | ×                    | 3                    | -                    | 2                                                          | 《Billboard》香港歌曲榜：11 加拿大至 HIT 中文歌曲排行榜：1                                   |
|                      | 空無之地             | -                    | ×                    | -                    | -                    | -                                                          |                                                                                              |

| 各台冠軍歌總數 | 各台冠軍歌總數 | 各台冠軍歌總數 | 各台冠軍歌總數 | 各台冠軍歌總數 | 各台冠軍歌總數    | 各台冠軍歌總數    |
| -------------- | -------------- | -------------- | -------------- | -------------- | ----------------- | ----------------- |
| 四台a          | 903            | RTHK           | 997            | TVB            | 備註              | 備註              |
| 四台a          | 7              | 2              | 1              | 1              | 四台冠軍歌總數：0 | 四台冠軍歌總數：0 |
| 五台b          | 903            | RTHK           | 997            | TVB            | ViuTV             | 備註              |
| 五台b          | 5              | 0              | 0              | 1              | 6                 | 五台冠軍歌總數：0 |

- （*）仍在榜上
- （-）未能上榜
- （×）沒有派往該台
- （(1)）兩週冠軍
- ^  注解a：包括2020年後的冠軍歌曲
- ^  注解b：2020年起

## 演出作品

### 第一屆《亞洲星光大道》比賽歷程
| 播出日期   | 比賽主題            | 參賽歌曲                                       | 分數 | 備註                         |
| 2009-07-19 | 人生當中的第一首歌  | 海闊天空（原唱：Beyond）                       | 53   | -                            |
| 2009-08-02 | 一首歌，二人唱      | 愛什麼稀罕（原唱：張惠妹）                     | 60   | 與戴畹旂合唱                 |
| 2009-08-09 | 天堂HIGH歌 地獄悲歌 | 煩（原唱：林曉培）                             | 54   | -                            |
| 2009-08-16 | 飲歌                | 陌生人（原唱：蔡健雅）                         | 53   | -                            |
| 2009-08-23 | 情歌                | 對愛渴望（原唱：楊宗緯，蔡健雅 Demo 版）       | 59   | -                            |
| 2009-08-30 | 評判指定歌          | 明知故犯（原唱：許美靜）                       | 67   | -                            |
| 2009-09-13 | 超偶踢館賽          | 舞孃（原唱：蔡依林）                           | 64   | 與超偶幫楊蒨時PK（落敗）     |
| 2009-10-04 | K歌之王—廣東歌      | 三角誌（原唱：盧巧音）                         | 62.2 | -                            |
| 2009-10-11 | 電影金曲大激鬥      | 不能說的秘密（原唱：周杰倫）                   | 65   | -                            |
| 2009-10-25 | 過江龍踢館賽        | Blues（原唱：蕭敬騰）                          | 68.6 | 與于天龍PK（勝出） 本集最高分  |
| 2009-11-08 | 失戀必唱歌          | 我愛你（原唱：盧廣仲）                         | 62.5 | -                            |
| 2009-11-22 | 名師高徒八強踢館戰  | 3 7 20 1（原唱：曹格）                         | 77.2 | 與名師高徒選手褚喬PK（勝出） |
| 2009-12-06 | 冠軍爭霸戰          | 環節一（快歌）：開到荼蘼（原唱：王菲）         | 75   | -                            |
| 2009-12-06 | 冠軍爭霸戰          | 環節二（慢歌）：逆光（原唱：孫燕姿）           | 149  | 晉級                         |
| 2009-12-06 | 冠軍爭霸戰          | 環節三（半清唱）：會長大的幸福（原唱：呂建中） | 77.4 | 第四名                       |

### 電影
| 年份   | 電影名稱       | 角色             | 備註 |
| 2015年 | 澀青           | 走甩             | -    |
| 2017年 | 骨妹           | 38號盈盈（青年） | -    |
| 2017年 | 青之無聊戲     | Lily 莉莉        | -    |
| 2018年 | 翠絲           | 嘉欣（紋身師）   | -    |
| 2025年 | 看我今天怎麼說 | 陳蕾             | -    |

### 電視節目
| 年份   | 節目                           | 備註                   | 播出頻道            |
| 2009年 | 亞洲星光大道                   | 第四名                 | 亞洲電視            |
| 2009年 | 開心大發現2009                 | 中國內地外景主持       | 亞洲電視            |
| 2011年 | 智醒智勁四方城（第二輯）       | 主持                   | 亞洲電視            |
| 2013年 | 通識小學堂                     | 主持（䁥稱「豹姐姐」） | 亞洲電視            |
| 2014年 | 中國好歌曲                     | 第一屆：楊坤組學員     | 中國中央電視台CCTV3 |
| 2014年 | 完美星开幕                     |                        | 中國中央電視台CCTV3 |
| 2019年 | 掟返個大灣                     | 廣州篇、佛山篇客席主持 | 開電視              |
| 2020年 | Chill Club                     | 第五季（第2-4集）主持  | ViuTV               |
| 2021年 | 擊戰                           | 決賽表演嘉賓           | ViuTV               |
| 2023年 | Fashion Killer                 | （第5-7集）嘉賓        | ViuTV               |
| 2023年 | 全民造星V                      | 紅組導師               | ViuTV               |
| 2023年 | 膠戰S3                         | （第10集）嘉賓         | ViuTV               |
| 2024年 | 江𤒹生x 陳蕾x 陳卓賢拉闊音樂會 |                        | ViuTV               |

### 電視劇
| 年份   | 節目       | 角色名 | 播出頻道 |
| 2011年 | 親密損友   | 孫詠慈 | 亞洲電視 |
| 2017年 | 彩虹交匯處 | 不詳   | 香港電台 |

## 演唱會／音樂會

### 個人
| 演唱會名稱                | 舉行日期          | 地點                      | 主辦單位                       |
| 出走·回家音樂會           | 2019年2月22日     | SD Live House @ Guangzhou | -                              |
| 1029 陳蕾音樂會           | 2019年5月3日      | Music Zone @ E-Max        | Cactus Creation                |
| 陳蕾 Orange & Blue 音樂會 | 2019年9月14日     | 香港演藝學院戲劇院        | 香港演藝學院舞台及製作藝術學院 |
| 陳蕾沙門演唱會2021        | 2021年10月28-31日 | 麥花臣場館                | 華納唱片                       |
| 陳蕾演唱會2024《念》      | 2024年3月2-5日    | 紅磡香港體育館            | 華納唱片                       |
| 陳蕾 凡星音樂會           | 2024年7月13日     | 澳門上葡京禮堂            | 澳娛綜合                       |
| 陳蕾澳門演唱會2024《念》  | 2024年11月30日    | 澳門威尼斯人綜藝館        | 棋人娛樂                       |
| 陳蕾廣州演唱會2025《念》  | 2025年7月26日     | 亞運城綜合體育館          | 無限演出、本木娛樂             |
| 陳蕾佛山演唱會2025《念》  | 2025年9月27日     | 嶺南明珠體育館            | 無限演出、本木娛樂             |

### 合作
| 演唱會名稱                                  | 舉行日期           | 地點                          | 主辦單位        |
| 3 Rock Your Dream 星光家族演唱會            | 2010年2月16日-17日 | 九龍灣國際展貿中心 Star Hall  | 亞洲電視、3香港 |
| Harbour the Sonic #陳蕾 x ToNick            | 2022年5月21日      | 西九文化區 Wonderland竹翠公園 | 耀榮文化        |
| PANTHER X YOYO：We Wish You A Warm Winter   | 2022年12月24-27日  | 九龍灣國際展貿中心 Star Hall  | KKLIVE          |
| LOUD ON AIR 慈善演唱會2023                  | 2023年4月1-2日     | 九龍灣國際展貿中心 Star Hall  | 百本            |
| 拉闊音樂會—三之不盡                         | 2023年5月14日      | 亞洲國際博覽館 Arena          | 叱咤903         |
| CHILL CLUB : The Alternative 音樂會         | 2023年6月17日      | 九龍灣國際展貿中心 Star Hall  | MakerVille      |
| THE FUNFAIR 保誠175週年音樂節               | 2023年6月18日      | 亞洲國際博覽館 Hall 2         | 保誠            |
| 博愛SO ME SHOW MUSIC                        | 2023年11月18日     | 西九文化區 安盛 x 竹翠公園    | 博愛醫院        |
| KATCH OUR LIFE 陳蕾 x 洪嘉豪 x 魏浚笙音樂會 | 2024年11月16日     | 亞洲國際博覽館 Arena          | Katch           |
| KATCH OUR LIFE: WARNER! GO!音樂會           | 2025年2月15日      | 亞洲國際博覽館 Arena          | Katch           |
| WM! GO!                                     | 2025年8月2日       | 威尼斯人綜藝館                | 棋人娛樂        |

### 音樂節
| 演唱會名稱                                                  | 舉行日期             | 地點                            | 主辦單位   |
| Amuse Fes 2015 BBQ in つまごい ～僕らのビートを喰らえコラ！ | 2015年7月19日（日）  | 日本 静岡県・つまごい（掛川市） | Amuse Inc. |
| wow and flutter "THE WEEKEND"本地薑週末2017                 | 2017年8月11日（五）  | 香港 西九文化區                 | -          |
| Clockenflap 香港音樂及藝術節2017                            | 2017年11月18日（六） | 香港 中環海濱活動空間           | -          |
| Restpiration – The Feast                                    | 2021年5月22日（六）  | 香港 西九文化區藝術公園大草坪   | -          |
| UNISON FEST: 20.20對倒並行                                  | 2021年7月10日（六）  | 香港 麥花臣場館                 | -          |
| KKBOX 《夏日無損音樂祭》                                    | 2021年8月15日（日）  | 香港 赤柱廣場 - 天幕廣場        |            |
| TONE MUSIC FESTIVAL 未來音樂祭 2022                         | 2022年10月2日（日）  | 香港 亞洲國際博覽館             | TONE Music |
| 圍系生活音樂會                                              | 2023年8月5日（六）   | 香港 圍方                       |            |

## 其他作品

### 書籍
- 《亞洲星光大道I 星光一班》 （2010年7月）

## 獎項
2018年度
- 新城勁爆頒獎禮2018 - 勁爆獨立音樂人
- 2018年度叱咤樂壇流行榜頒獎典禮 - 叱咤樂壇唱作人 銅獎
- 2018年華語金曲獎 - 年度最佳粵語女新人

2019年度
- 新城勁爆頒獎禮2019 - 勁爆唱作人
- 2019年度叱咤樂壇流行榜頒獎典禮 - 叱咤樂壇唱作人 銅獎

2020年度
- 2020年度叱咤樂壇流行榜頒獎典禮 - 叱咤樂壇唱作人 銅獎、叱咤樂壇女歌手 銀獎
- 第四十三屆十大中文金曲 - 十大中文金曲CASH創作歌手 銀獎

2021年度
- Chill Club 推介榜年度推介21/22 - Chill Club年度女歌手 銅獎

2022年度
- Yahoo! 搜尋人氣大獎2022 - 頭100位熱搜本地男女藝人或組合、人氣票后15強
- 2022年度叱咤樂壇流行榜頒獎典禮 - 專業推介叱咤十大 第六位《下流社會》
- 加拿大至Hit中文歌曲排行榜2022全國總選 - 專業推崇十大歌曲 《下流社會》
- Chill Club 推介榜年度推介22/23 - Chill Club年度女歌手 銀獎
- 未來音樂選 TONE Music Awards 2022 - 香港音樂年度十大 第一位《世界與你無關》[47]

2023年度
- 第21屆CASH金帆音樂獎 - 最佳女歌手演繹《下流社會》、最佳合唱演繹《言之無物》
- 2023年度叱咤樂壇流行榜頒獎典禮 - 專業推介叱咤十大 第三位《伸縮自如的愛》、叱咤樂壇唱作人 銀獎、叱咤樂壇女歌手 金獎、叱咤樂壇我最喜愛的女歌手
- 加拿大至Hit中文歌曲排行榜2023全國總選 - 至HIT推崇女歌手、專業推崇十大歌曲《神的不在場証明》
- Chill Club 推介榜年度推介23/24 - Chill Club評審團表揚獎 流行歌曲《窮人的薔薇》

2024年度
- Golden BROWN Awards 2023 - Golden BROWN Awards
- 第六屆KKBOX香港風雲榜 - 十大風雲歌手
- Chill Club 推介榜年度推介24/25 - 音樂第一歌曲獎 搖滾歌曲《0.1秒後的世界》、Chill Club年度女歌手 銀獎

## 相關研究文獻
- 吳子瑜《當我在世界迷失的時候——陳蕾的擇善固執》（收錄於《給香港樂壇寫笑忘書》，突破，2024，ISBN：978-988-8846-07-8）